# Tim Osswald
Tim Andreas Osswald (Bogotá, Colombia, 6 de junio de 1958) es doctor en Ingeniería Mecánica y profesor catedrático (K. K. and Cindy Wang Professor) en el Departamento de Ingeniería Mecánica en la Universidad de Wisconsin-Madison.  Es además profesor distinguido en la Universidad de Erlangen-Núremberg en Alemania y en la Universidad Nacional de Colombia. El doctor Osswald es autor de 12 libros en el área de procesado de polímeros y el diseño mecánico en polímeros. Sus escritos incluyen modelado y simulación en el procesado de polímeros, diseño mecánico en plásticos, sostenibilidad y biopolímeros.
Es cofundador y codirector del Polymer Engineering Center (Centro de Ingeniería de Polímeros). Desde el 2001, el centro está dedicado a la solución de problemas en la industria del plástico a través de educación, entrenamiento e investigación. Es parte de la Facultad de Ingeniería en la Universidad de Wisconsin-Madison. 
Es editor en el idioma inglés del The Journal of Plastics Technology y editor en Norteamérica del Journal of Polymer Engineering.

## Formación
Obtuvo sus títulos de pregrado y maestría en Ingeniería Mecánica de la Escuela de Minas y Tecnología de Dakota del Sur (en:South Dakota School of Mines and Technology) a la que asistió entre 1978 y 1982. En 1987 obtuvo el grado de doctor en Ingeniería Mecánica por la Universidad de Illinois en Urbana-Champaign. Entre 1987-89 fue becario de investigación (Alexander von Humboldt research fellow) en el Instituto de Tecnología en Polímeros (de:Institut für Kunststoffverarbeitung) en Aquisgrán, Alemania.

## Reconocimientos
Recibió el en:Presidential Young Investigator Award en 1991 otorgado por la Fundación Nacional para la Ciencia. En el año 2001 fue el primer académico en recibir el VDI-K Dr-Richard-Escales-Preis (Ernst Richard Escales) (División de Plásticos de la Asociación de Ingenieros Alemanes, de:Verein Deutscher Ingenieure). En el año 2006 fue nombrado profesor distinguido en la Universidad de Erlangen-Núremberg en Alemania y en el 2010 profesor distinguido en la Universidad Nacional de Colombia.
Es también el tutor académico de la fraternidad profesional Theta Tau, de la Sociedad de Ingenieros Profesionales Hispanos y de la Society of Plastics Engineers (Sociedad de Ingenieros del Plástico) en la Universidad de Wisconsin-Madison.

## Publicaciones
Es autor y coautor de varios libros influyentes en ingeniería de plásticos incluyendo el International Plastics Handbook (Manual Internacional de Plásticos). Su trabajo ha sido traducido a varios idiomas incluyendo el Español, Alemán, Ruso, Chino, Coreano y Japonés.
- “Polymer Rheology: Fundamentals and Applications”, Hanser Verlag, (2014). ISBN 978-1569905173
- “Understanding Polymer Processing”, Hanser Verlag, (2010). ISBN 978-1569904725
- “Plastics Testing and Characterization - Industrial Applications”, con A. Naranjo, M. Noriega, A. Roldán y J. Sierra, Hanser Verlag, (2006). ISBN 978-1569904251
- “Kunststoff-Taschenbuch”, con E. Schmachtenberg, E. Baur, Hanser Verlag, (2007, 2a ed. 2013). ISBN 978-3446434424
- “Injection Molding Handbook”, con L.S. Turng, y P.J. Gramann, Hanser Verlag, (2001, traducción al Ruso y Chino, 2006, 2a ed. 2008). ISBN 978-1569904206
- “International Plastics Handbook” con E. Schmachtenberg y E. Baur, Hanser Verlag, (2006). ISBN 978-1569903995
- “Polymer Processing - Modeling and Simulation” con J.P. Hernández, Hanser Verlag, (2006). ISBN 978-1569903988
- “Compression Molding”, con B.A. Davis, P.J. Gramann y C.A. Rios, Hanser Verlag, (2003). ISBN 978-1569903469
- “Polymer Processing Fundamentals”, Hanser Verlag, (1998, traducióñol al Espan 2008). ISBN 978-1569902622
- “Materials Science of Polymers for Engineers”, con G. Menges, Hanser Verlag, (1996, edición en Japonés 1997, edición en Coreano 1999, 2a ed. 2003, 3a ed. 2012). ISBN 978-1569903483
- “An Introduction to Experimental Analysis of Stress and Strain” con J.J. Comer y R.L. Pendleton, SDSM & T Press, (1983).

Es también el editor de la serie Plastics Pocket Power (Hanser Verlag, 2001), que actualmente incluye 6 títulos.

## Vida personal
Nació en Bogotá, Colombia. A los 4 años de edad, su familia se trasladó a Cúcuta, Colombia. Luego de graduarse de la escuela secundaria, fue estudiante de intercambio con el programa Florida Cultural Exchange por un año en Rapid City (Dakota del Sur). Es en Rapid City donde recibe sus títulos de pregrado y maestría en 1977. Sus estudios continuaron en Urbana, Illinois donde conoce a su futura esposa, Diane.
La pareja contrajo matrimonio en 1988 en Aquisgrán, Alemania. Actualmente viven en Madison, Wisconsin. Tienen un hijo, Paul, y una hija, Ruthie.